# Úlibice
Úlibice (en allemand : Aulibitz) est une commune du district de Jičín, dans la région de Hradec Králové, en République tchèque. Sa population s'élevait à 308 habitants en 2022.

## Géographie
Úlibice se trouve à 6 km à l'est de Jičín, à 38 km au nord-ouest de Hradec Králové et à 82 km au nord-est de Prague.
La commune est limitée par Radim et Dřevěnice au nord, par Lužany à l'est, par Kacákova Lhota au sud et par Jičín à l'ouest.

## Histoire
La première mention écrite de la localité date de 1355.

## Administration
La commune se compose de deux sections :
- Úlibice
- Řeheč

## Transports
Par la route, Úlibice se trouve à 7,5 km de Jičín, à 41 km de Hradec Králové et à 107 km de Prague. 